# 兹拉特科·扎霍维奇
兹拉特科·扎霍维奇（英語：Zlatko Zahovič，1971年2月1日—），已退役斯洛文尼亚足球運動員，司職進攻中場。
扎霍维奇的職業生涯主要在葡萄牙的俱樂部，也曾經在西班牙跟希臘足球聯賽踢球。扎霍维奇以傳球創造機會和射門得分見稱。儘管他是中場球員，但他在三十二場欧洲冠军联赛中射進12球，同時為斯洛文尼亚出戰八十場，射進35球。
扎霍维奇是斯洛文尼亚 历史进球最多的球员，而且也是斯洛文尼亚第一次晉級世界杯和欧锦赛時不可或缺的主力核心。

## 俱乐部生涯
1989年，这名马里博尔青年队培养的前腰在游击队队成为职业球员。1990-91赛季，他被游击队外借兹雷尼亚宁普罗莱特一年，下一年扎霍维奇是在游击队的最後一季，也成為联赛冠军。
1993年，23岁的扎霍维奇加盟葡葡牙的吉马良斯 。在吉马良斯的三个赛季，他为球隊出战79场联赛，进13球，吸引了葡萄牙豪門的注意。1996年，扎霍维奇转会葡甲两连冠的波尔图 。扎霍维奇在波尔图的三個賽季皆拿下聯賽冠軍。在波尔图的最後一年，他踢出個人職業生涯最好的數據：在聯賽上陣29场進14球，在欧洲冠军联赛上陣6场進7球，僅以1球之差位居德怀特·约克和安德烈·舍甫琴科之后，名列欧冠射手榜第三。
1999年，扎霍维奇轉投希臘的奥林匹亚科斯，轉會費1350万欧元。但他在奥林匹亚科斯由於不按时归队和跟主帥口角，一年下來只參加了14场聯賽比賽，取得7個进球。2000年欧锦赛後，扎霍维奇以550萬英鎊加入西班牙的瓦伦西亚。
在瓦伦西亚，扎霍维奇跟球隊一起晉級欧冠决赛。在決賽最後的點球大戰中，扎霍维奇第三个出场，點球被拜仁門將卡恩扑出，瓦伦西亚僅取得歐冠亞軍。賽季後另一支葡萄牙球隊本菲卡以年轻中卫马切纳為代價，把扎霍维奇拿下。在本菲卡，扎霍维奇在2003-04赛季拿到葡萄牙杯，2004-05赛季拿到葡超冠軍。2004-05赛季结束后，34岁的扎霍维奇退役。退役後的扎霍维奇留在本菲卡作为少年队主教练。
2007年，培养了扎霍维奇、从1997年到2003年连拿7届斯洛文尼亚甲级联赛冠军的马里博尔深陷财政危机，扎霍维奇回到母會担任体育总监，帮助球队在此后7年6次夺冠。

## 國家隊生涯
1992年11月7日，扎霍维奇在对塞浦路斯的友谊赛中首次代表斯洛文尼亚队出场。
在2000年欧锦赛预赛，扎霍维奇打进9球，斯洛文尼亚作為小組第二名参加附加赛。在附加赛面对乌克兰，扎霍维奇在主場打进一球。最终，斯洛文尼亚一勝一和爆冷晋级。
欧洲杯首战南斯拉夫，扎霍维奇踢進两球加上一個助更，斯洛文尼亚曾一度領前南斯拉夫三球，但後來連失三球只能賽和3:3。次战西班牙，斯洛文尼亚在半場落後下由扎霍维奇下半场追平，最後小負西班牙1:2。最後一場斯洛文尼亚對挪威只能兩無紀錄完場，斯洛文尼亚小組第三名出局。
2年後的世界杯，斯洛文尼亚再一次晉級決賽週。首場斯洛文尼亚1-3负于西班牙，賽後扎霍维奇不满教練卡塔尼奇过早换下自己，公開抨擊教練。教練卡塔尼奇马上宣布，将扎霍维奇开除出队，并要求他即日启程回国。扎霍维奇继续呛火，表示已订直飞里斯本的机票，早就想走。後來经足协主席扎乌鲁的斡旋，扎霍维奇通过记者会向卡塔尼奇正式道歉。但卡塔尼奇坚决开除扎霍维奇，并宣布自己在世界杯後離任。
卡塔尼奇辞职后，老帅普拉什尼卡继任，扎霍维奇重回国家队。2004年4月对瑞士的友谊赛后，扎霍维奇正式退出国家队，當時他是國家隊出場最多和進球最多的球員(80次出场、35粒进球)。到2017年，他的出场数退居第三，但进球数仍是斯洛文尼亚队的历史最佳射手。

## 家庭生活
扎霍维奇的儿子卢卡-扎霍维奇，在扎霍维奇效力吉马良斯时出生，卢卡後來跟隨父親回到马里博尔。2014-15赛季欧冠小组赛第一轮，卢卡进球帮助马里博尔战平里斯本竞技，扎霍维奇父子也成為1993年改制後的冠军联赛第一对在正赛阶段都进过球的父子兵。

## 生涯榮譽
游击队
- 南斯拉夫联盟共和国聯賽冠軍: 1992–93
- 南斯拉夫联盟共和国杯賽冠軍: 1991–92

波尔图
- 葡萄牙足球超级联赛冠軍: 1996–97, 1997–98, 1998–99
- 葡萄牙杯冠軍: 1997–98
- 葡萄牙超级杯冠軍: 1996, 1998, 1999

奥林匹亚科斯
- 希腊足球超级联赛: 1999–2000

巴伦西亚
- 歐洲冠軍聯賽亞軍:  2000–01

本菲卡
- 葡萄牙足球超级联赛冠軍: 2004–05
- 葡萄牙杯冠軍: 2003–04

## 外部連結
1. ↑  BBC. .   [2017-11-07]. （原始内容存档于2007-02-16） （英语）.
2. ↑  UEFA. . 2015-01-15  [2017-11-07]. （原始内容存档于2019-10-31） （英语）.
3. ↑  UEFA. .   [2017-11-09]. （原始内容存档于2017-11-11） （英语）.
4. ↑  球報. . 2000-06-15  [2017-11-09].[永久]
5. ↑  BBC. . 2000-07-20  [2017-11-08] （英语）.
6. ↑  BBC. . 2001-05-23  [2017-11-08]. （原始内容存档于2006-02-05） （英语）.
7. ↑  . 2011-04-20  [2017-11-08]. （原始内容存档于2019-11-13） （英语）.
8. ↑  新浪体育. . 2002-06-06  [2017-11-09]. （原始内容存档于2019-08-01）.
9. ↑  体坛周报. . 2002-07-31  [2017-11-09]. （原始内容存档于2017-11-10）.
10. ↑  . 2014-09-11  [2017-11-08]. （原始内容存档于2017-11-10） （英语）.